# Юг (притока Кільмезю)
Юг (рос. Юг) — річка в Кіровській області (Кільмезький район), Росія, ліва притока Кільмезю.
Річка починається за 1 км на північний захід від колишнього села Малі Кабачки. Річка протікає спочатку на північний схід, потім на північний захід. Береги заліснені, русло вузьке, долина шеширока. Приймає декілька дрібних приток. Впадає до Кільмезю в селі Троїцьке. Багато болотистих ділянок.
Над річкою розташоване село Троїцьке. Річку перетинає автомобільний міст.